# Serge Kubla
Serge Kubla (Brussel, 3 juli 1947) is een Belgisch voormalig politicus voor de liberale MR.

## Levensloop
Serge Kubla's vader was een Tsjechisch immigrant en zijn moeder een Belgische vrouw. Als handelsingenieur werd hij beroepshalve bestuurder van vennootschappen.
Van 1974 tot 1977 werkte hij als attaché op het kabinet van staatssecretaris Jean Gol. Begin jaren 1970 was hij lid van het Rassemblement Wallon en was voor deze partij in 1976 verkozen tot gemeenteraadslid van Waterloo, wat hij bleef tot in 2015. Na zijn overstap naar de liberale Parti réformateur libéral was hij er van 1977 tot 1982 schepen, waarna hij van 1983 tot 2015 burgemeester van Waterloo was.
Van 1977 tot 1995 zetelde Kubla voor de PRL in de Kamer van volksvertegenwoordigers, waardoor hij van 1980 tot 1995 automatisch ook in de Waalse Gewestraad en de Raad van de Franse Gemeenschap zetelde. Vervolgens zetelde hij van 1995 tot 2014 in het Waals Parlement en in het Parlement van de Franse Gemeenschap. Van 1985 tot 1992 was hij de voorzitter van de PRL-fractie in de Kamer, wat hij van 1981 tot 1985 en van 1992 tot 1999 ook was van de PRL-fractie in de Waalse Gewestraad en vervolgens het Waals Parlement.
Van 1999 tot 2004 was hij minister van Economie, KMO's, Onderzoek en Nieuwe Technologieën in de Waalse Regering, waarna hij van 2004 tot 2009 voorzitter van de MR-fractie in het Waals Parlement was. In 2014 beëindigde hij na 37 jaar zijn parlementaire loopbaan.

### In opspraak
Op 24 februari 2015 werd Kubla aangehouden op verdenking van corruptie met betrekking tot investeringen in de Democratische Republiek Congo. Hij zou de voormalige Congolese premier Adolphe Muzito hebben omgekocht ten voordele van het Zwitserse staalbedrijf Duferco. Twee dagen later werd hij opnieuw vrijgelaten. Op 28 februari 2015 nam hij om deze reden ontslag als burgemeester van Waterloo. Florence Reuter volgde hem op. In februari 2023 werd hij veroordeeld tot een voorwaardelijke gevangenisstraf van twee jaar en een boete van 60.000 euro voor omkoping en witwassen. Ook werd er 600.000 euro in beslag genomen.
In 2017 kwam hij in opspraak in Kazachgate, waarbij hij verdacht werd Patoch Sjodijev geholpen te hebben bij zijn omstreden naturalisatie. Kubla ontkende onder eed dat hij tussengekomen was. Datzelfde jaar werd hij verdacht van witwaspraktijken, die hij zou toegegeven hebben.

## Eretekens
- Grootkruis in de Orde van Leopold II, KB 26 mei 2014.